# 人工合成元素

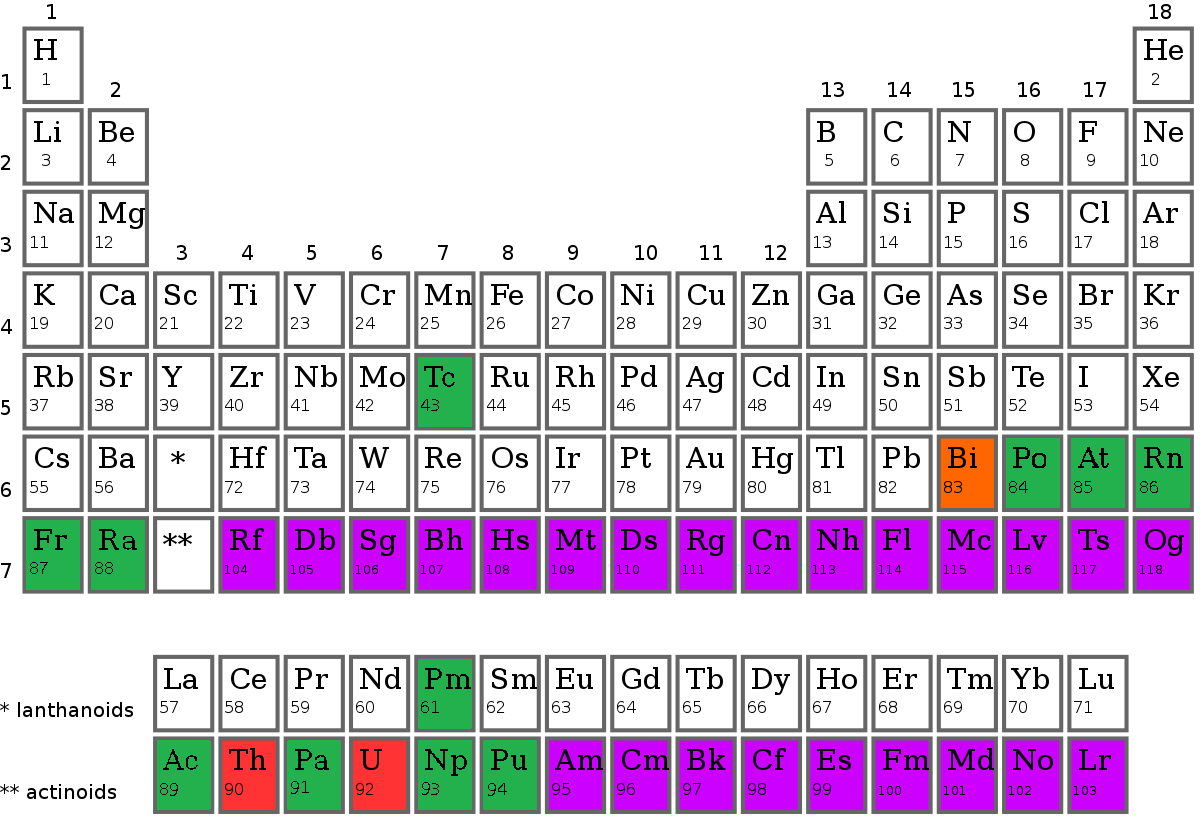
自然界中不存在，完全由人工方法合成出的放射性元素
自然界中存量稀少，通常由人工合成的方式生產的放射性元素

人工合成元素，又稱為人造元素，在化学中是指自然界中不存在，只有通过人工方法才能製造出來的化学元素。一般透過將兩種元素的原子以高速撞擊，使兩者融合，以增大其原子核內质子的个数，达到增大原子序数、制造出新元素的目標。至今已有24種人工合成元素被合成出來，它們均是不穩定的放射性元素，但彼此間衰变的速率差异很大，半衰期從幾千萬年（如鋦-247）到僅僅只有數百微秒（如-294）。
有五种元素最初是通过人工合成的方式发现，但是后来在自然界中，也发现有痕迹量的存在，包括鎝、钷、砈、錼和鈽，由於存量極為稀少，從天然礦石中提取它們並不實際，所以通常還是由人工合成的方式生產這些元素。因此，它们有时仍被标记为人工合成元素。其中第一个被發現的是鎝，首次合成于1937年。而工業及軍事上最重要的钚于1940年首次被合成出，主要以其在原子弹和核反应堆中的用途而闻名。钚也是如今天然存在的元素中原子序數最大的（94號），原子序≥95（鋂以後）的元素都不出現在自然界中，只能以人工合成的方式生產，即随附元素周期表中的紫色區塊元素。
原子序數≥99（鑀以後）的人工合成元素由於半衰期都極短，非常不穩定，無法大量生產，因此在科學研究之外沒有任何實際用途。

## 概述
人工合成元素皆具有放射性，會衰变成其他较轻的核種。由于它们的半衰期与地球的寿命相比过短，即使在地球形成的初期曾经存在过这些元素，到现今也已经全部衰变为其他元素而消失在地球上了。目前，只有在核武器或是在核反应堆、粒子加速器中进行的核试验中才能发现人工合成元素的原子。人工合成元素的产生方式有核聚变和中子俘获。
对于自然存在的元素来说，其原子量由地壳和大气层中天然同位素的丰度比例来决定。但是由于人工合成元素的同位素完全由人工合成产生，天然同位素的丰度對其没有任何意义，因此，在元素周期表中，人工合成元素的原子量使用其最稳定（即半衰期最长）的同位素之原子量来表示。
并不是所有的放射性元素都是人工合成元素，比如铀、钍和鉍都没有稳定同位素，但是它们最穩定同位素的半衰期均極長，因此在地壳和大气层中均有分布，同时，它们的衰变产物——钋、镭和氡等元素，尽管半衰期很短，也能在自然界中找到相當的量。

## 生產
從核反應爐的用過核燃料中可以找到一些自然界中非常稀少或不存在的超鈾元素，包括錼、鈽、鋂和鋦等，它們是核燃料中的鈾俘獲中子後經β衰變而產生的。
較輕的人工合成元素大多是在核反應爐中以中子衝擊母核種靶核來生產，可以較大量地生產。100號元素鐨是能以這種方式生產的最重元素，不過至今科學家仍沒有製得純鐨。目前單質產量能以肉眼所見的最重元素為99號的鑀。
原子序數為101（鍆）以上的超鐨元素（transfermium element）只能利用粒子加速器將高能粒子轟擊母核種來合成，合成難度較高且產量極少，因此用途皆僅限於研究。

## 历史
世界上第一個通过人工合成而發現的化學元素是鎝，在1936年，该发现被最终确认并填补了元素周期表的43號位置的空白。鎝不存在稳定同位素，其最稳定的同位素鎝-98的半衰期为420万年，远低于地球的年齡，因此地球形成时所产生的鎝到今天已经衰變殆盡。現今自然界中仅存在痕迹量的鎝，是由铀-238的自发裂变以及钼矿石的中子俘获而产生。
第一个完全由人工合成而产生的元素是1944年合成的锔，之后是镅、锫和锎等。冷战期间，苏联和美国各自独立合成出了鑪和𨧀等超重元素，这些元素的命名权曾引起很大的爭論，直到1997年才解決（參見超鐨元素爭議）。
目前最新發現的元素為2010年合成出的（Tennessine, Ts），而目前發現原子序最大的元素則是118號的（Oganesson, Og），於2006年合成出，至此所有第七週期元素已经合成成功。科學家們至今仍藉由人工核反應力圖合成出原子序更大的新元素。

## 人工合成元素列表
下表所列人工合成元素均为自然界中所不存在的化学元素，其原子序数≥95，均为超铀元素。
| 元素名称             | 元素符号 | 原子序数 | 首次合成年代                |
| -------------------- | -------- | -------- | --------------------------- |
| 镅                   | Am       | 95       | 1944                        |
| 锔                   | Cm       | 96       | 1944                        |
| 锫                   | Bk       | 97       | 1949                        |
| 锎                   | Cf       | 98       | 1950                        |
| 锿                   | Es       | 99       | 1952                        |
| 镄                   | Fm       | 100      | 1952                        |
| 钔                   | Md       | 101      | 1955                        |
| 锘                   | No       | 102      | 1957                        |
| 铹                   | Lr       | 103      | 1961                        |
| 鑪                   | Rf       | 104      | 1966（苏联），1969（美国）* |
| 𨧀                   | Db       | 105      | 1968（苏联），1970（美国）* |
| 𨭎                   | Sg       | 106      | 1974                        |
| 𨨏                   | Bh       | 107      | 1981                        |
| 𨭆                   | Hs       | 108      | 1984                        |
| 䥑                   | Mt       | 109      | 1982                        |
| 鐽                   | Ds       | 110      | 1994                        |
| 錀                   | Rg       | 111      | 1994                        |
| 鎶                   | Cn       | 112      | 1996                        |
| 鉨                   | Nh       | 113      | 2003                        |
| 鈇                   | Fl       | 114      | 1999                        |
| 鏌                   | Mc       | 115      | 2003                        |
| 鉝                   | Lv       | 116      | 2000                        |
|                      | Ts       | 117      | 2010                        |
|                      | Og       | 118      | 2002                        |
| * 视为共同拥有发现权 |          |          |                             |

### 其他人工合成元素
下列元素在自然界中皆有痕量的分布，但通常由人工合成方式所产生。
| 元素名称 | 元素符号 | 原子序数 | 首次發現年代 | 在自然界中發現之年代 | 在地殼中之豐度 （單位：mg/kg） |
| -------- | -------- | -------- | ------------ | -------------------- | ------------------------------ |
| 锝       | Tc       | 43       | 1937         | 1962                 | ~ 3×10−9                       |
| 钷       | Pm       | 61       | 1945         | 1965                 | 2×10−19                        |
| 钋       | Po       | 84       | 1898         | 1898                 | 2×10−10                        |
| 砈       | At       | 85       | 1940         | 1943                 | 3×10−20                        |
| 钫       | Fr       | 87       | 1939         | 1939                 | ~ 1×10−18                      |
| 锕       | Ac       | 89       | 1902         | 1902                 | 5.5×10−10                      |
| 镤       | Pa       | 91       | 1913         | 1913                 | 1.4×10−6                       |
| 镎       | Np       | 93       | 1940         | 1952                 | ≤ 3×10−12                      |
| 钚       | Pu       | 94       | 1940         | 1941–42              | ≤ 3×10−11                      |